# آفران (ما وراء النهر)
آفُرَانُ، قرية تاريخيَّة في بلاد ما وراء النَّهر، من نواحي مدينة نسف. من أعلامها أبو موسى الوثير بن منذر بن جَنْك بن زمانة الآفُراني النسفي.

### فهرس المنشورات
1. ↑  الحموي (1977)، ج. 1، ص. 55.

### معلومات المنشورات كاملة
الكتب مرتبة حسب تاريخ النشر
- ياقوت الحموي (1977)، معجم البلدان (ط. 1)، بيروت: دار صادر، OCLC:1014032934، QID:Q114913343